# Квіткокол сизий
Квіткокол сизий (Diglossa duidae) — вид горобцеподібних птахів родини саякових (Thraupidae). Мешкає у Венесуелі і Бразилії.

## Опис
Довжина птаха становить 14-14,5 см, вага 16 г. Верхня частина тіла сірувато-чорна, голова більш темна. На плечах невеликі, не контрастні синювато-сірі плямки. Горло і верхня частина грудей чорнуваті, нижня частина грудей темно-сіра, груди поцятковані лускоподібним візерунком, гузка сіра або білувата. Очі червонувато-карі. Дзьоб чорний, вигнутий догори, на кінці гачкуватий. У молодих птахів верхня частина тіла тьмяно-сіра, голова чорнувата, нижня частина тіла рівномірно сіра, покривні пера крил поцятковані білими плямками.

## Підвиди
Виділяють три підвиди:
- D. d. hitchcocki Phelps & Phelps Jr, 1948 — тепуї на півночі штату Амасонас (Серранія-Пару, Серро-Уачамакарі[en], Серро-Дуїда[en], Серро-Марауака[en]) і на південному заході штату Болівар (Серро-Хауа[en], Сарісаріньяма);
- D. d. duidae Chapman, 1929 — тепуї на півдні Венесуели (Серро-Сіпапо, Серро-Гуанай і Серро-Яві);
- D. d. georgebarrowcloughi Dickerman, 1987 — гора Небліна на кордоні Венесуели і Колумбії.

## Поширення й екологія
Сизі квіткоколи мешкають на тепуях Гвіанського нагір'я на південному сході Венесуели і в сусідніх районах північної Бразилії. Вони живуть у вологих гірських і хмарних тропічних лісах, у високогірних чагарникових заростях та на високогірних луках. Зустрічаються поодинці або парами, на висоті від 1400 до 2300 м над рівнем моря.